# Fuggle
Fuggle is een hopvariëteit, gebruikt voor het brouwen van bier.
Deze hopvariëteit is een "aromahop", bij het bierbrouwen voornamelijk gebruikt vanwege zijn aromatische eigenschappen. Deze Engelse variëteit zou al in het wild gegroeid hebben in een hoptuin in Horsmonden in Kent in 1861. Richard Fuggle uit het nabijgelegen Brenchley introduceerde deze soort (naar hem vernoemd) al in 1875.

## Kenmerken
- Alfazuur: 3 – 6%
- Bètazuur: 2 – 3%
- Eigenschappen: aroma is iets aardser en minder zoet dan Kent Goldings